# Peer Community in
Peer Community in (PCI) est un processus éditorial de science ouverte consistant en un service de recommandation de préprints (voire d'articles publiés) basé sur des évaluations par les pairs,. Ce service offert par l'organisme sans but lucratif du même nom,,,,, participe à la bibliodiversité recommandée par l'appel de Jussieu.
La première PCI est née en 2017. Depuis 2021, les articles recommandé par Peer Community in peuvent être publiés dans l'épirevue en accès ouvert "diamant" Peer Community Journal.

## Organisation et fonctionnement
L'organisation PCI, sans but lucratif, a été fondée en 2016 par Denis Bourguet, Benoit Facon et Thomas Guillemaud, trois chercheurs d'INRAE,. L'organisation est administrativement basée à Nice.
L'organisation PCI coordonne l'émergence et l'activité de communautés PCI disciplinaires. Le modèle éditorial ne fournissant aucune ressource financière (frais de publication des auteurs, frais de consultation des lecteurs ou abonnements de leurs bibliothèque institutionnelle), chaque PCI disciplinaire ne peut fonctionner que grâce à des subventions, fort modestes au demeurant.
Chaque PCI disciplinaire est constituée d'un comité de direction ("managing board") comptant une dizaine d'experts reconnus du domaine, de plusieurs dizaines ou centaines d'éditeurs associés ("recommenders"), et fait intervenir des rapporteurs ("reviewers") externes.

## Principes généraux
Peer Community in fournit une validation scientifique de manuscrits, accessibles dans des archives ouvertes conformément au principe de l'open access dit « vert » (accès gratuit pour l'auteur et pour le lecteur), les recommandations des experts étant elles aussi accessibles au lecteur et citables car signées et munies d'un Digital Object Identifier. L'ensemble se présente comme une revue scientifique classique mais, outre sa gratuité, constitue donc un ensemble de services plus transparents et plus avancés.
Une PCI thématique ne publie pas stricto sensu d'articles scientifiques et n'est ainsi pas concerné par la règle d'Ingelfinger qui régule la duplication des publications. Un même manuscrit peut donc être recommandé par plusieurs PCI disciplinaires, ce qui est très utile pour valoriser les travaux interdisciplinaires. Un même manuscrit peut aussi être recommandé par une PCI sous forme de préprint, puis publié par une revue classique. Néanmoins, depuis 2021, les auteurs peuvent publier gratuitement leurs articles recommandé par une PCI dans le Peer Community Journal, dès lors que leur article n'a pas déjà été publié dans une autre revue.

## Complémentarité avec le processus de publication traditionnel
La liste des revues scientifiques qui acceptent (en) aujourd'hui de publier des manuscrits préalablement diffusés via des archives de preprints s'accroît. Un manuscrit recommandé par une PCI reste donc libre pour une publication ultérieure dans la plupart des revues scientifiques « classiques », dénommés PCI-friendly journals. Les auteurs qui ont soumis leur manuscrit à une PCI et ont bénéficié d'un cycle d'amélioration-recommandation choisissent généralement ensuite de le soumettre pour publication dans une revue classique. Certaines revues favorisent ce choix, en intégrant les évaluations de PCI dans leur propre processus éditorial si elles les considèrent adéquates,.

### Peer Community Journal
En 2021, l'organisation PCI a lancé le Peer Community Journal, une épirevue qui publie exclusivement les articles recommandés par l'une des PCI thématiques.
Le modèle économique de Peer Community Journal n'implique aucun coût additionnel pour les auteurs comme pour les lecteurs: il s'agit donc de la voie d'accès ouvert "diamant" recommandée par Science Europe, l'UNESCO, le ministère français de la recherche et les agences d'évaluation de la recherche européennes constituant la cOAlitionS (dont l'ANR en France).

### PCI Registered Reports
PCI Registered Reports (PCI RR) n'est pas une PCI disciplinaire ou thématique mais couvre le champ le plus large (y compris les STEM, la médecine et les sciences humaines et sociales) en se dédiant à la recommandation de "Registered Reports". Les Registered Reports ("rapports enregistrés") sont une forme de publication avec validation en deux temps –d'une part le protocole et d'autre part les résultats–, qui déplacent les incitations toxiques et assurent une plus grande robustesse face à certaines pratiques questionnables de recherche et à l'introduction de divers biais de publication,.

### Les PCI disciplinaires existantes
Il existe à ce jour plus de 15 PCI thématiques ou disciplinaires:
- Peer Community in Evolutionary Biology (PCI Evol Biol)[27],[10]
- Peer Community in Ecology (PCI Ecol)[28],[29]
- Peer Community in Paleontology (PCI Paleo)[30]
- Peer Community in Animal Science (PCI Anim Sci)[31]
- Peer Community in Zoology (PCI Zool)[32]
- Peer Community in Neuroscience (PCI Neuro)[33]
- Peer Community in Genomics (PCI Genomics)[34]
- Peer Community in Archaeology (PCI Archaeo)[35],[36],[37]
- Peer Community in Mathematical & Computational Biology (PCI Math & Comp Biol)[38]
- Peer Community in Forest & Wood Sciences (PCI Forest & Wood Sci)[39]
- Peer Community in Network Sciences (PCI Network Sci)[40]
- Peer Community in Ecotoxicology and Environmental Chemistry (PCI Ecotox Env Chem)[41]
- Peer Community in Infections (PCI Infections)[42]
- Peer Community in Microbiology (PCI Microbiol)[43]
- Peer Community in Health and Movement Sciences (PCI Health & Mov Sci)[44]
- Peer Community in Organization Studies (PCI Org Studies)[45]

## Reconnaissance

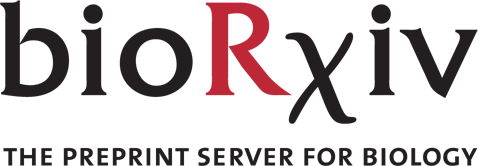
Logo de bioRxiv, archive ouverte de preprints en biologie

Un nombre croissant d'écoles doctorales accepte le principe que dans le dossier individuel d'un doctorant, un manuscrit déposé sur une archive ouverte (HAL, arXiv.org, bioRxiv, etc.) et ayant fait l'objet d'une recommandation par une PCI soit assimilable à une publication dans une revue scientifique évaluée par les pairs.
L'initiative PCI est soutenue par de nombreuses institutions valorisant dans leurs pratiques la science ouverte et la bibliodiversité, telles que le CNRS ou l'Institut écologie et environnement. Ces institutions s'engagent ainsi à:
- Considérer le système PCI comme un moyen légitime d'évaluer et de valider des résultats scientifiques,
- Traiter les manuscrits recommandés par PCI de la même façon que des articles publiés dans des revues scientifiques traditionnelles,
- Encourager leurs membres, collègues et étudiants à intégrer PCI dans leurs pratiques éditoriales (lecture, autorat, expertise).

### Site officiel
https://peercommunityin.org/